# Toni Lehtinen
Toni Lehtinen (Seinäjoki, 5 de maio de 1984) é um futebolista profissional finlandês.